# Eufalia (Zołotariew)
Eufalia, imię świeckie Elżbieta Zołotariew (ur. we Wrocławiu) – polska mniszka prawosławna.

## Życiorys
Ukończyła studia w Akademii Muzycznej im. Fryderyka Chopina w Warszawie. Została laureatką wielu krajowych i zagranicznych konkursów skrzypcowych. Współpracowała z orkiestrą Philharmonie der Nationen pod dyrekcją Justusa Frantza.
W 1996 r. wstąpiła do klasztoru. 28 sierpnia 2008 r. została pierwszą przełożoną reaktywowanego monasteru Opieki Matki Bożej w Turkowicach; funkcję tę pełniła do 21 września 2009 r. Aktualnie w turkowickim monasterze prowadzi chór, kultywujący tradycyjny cerkiewny śpiew bizantyński.